# Cmentarz Dolnopočernicki
Cmentarz Malý Ďáblický (cz. Dolnopočernický hřbitov) – cmentarz położony w stolicy Czech w dzielnicy Praga 9 (Dolní Počernice) przy ulicy Bakurinovej.

## Historia
Cmentarz powstał w 1786 po likwidacji cmentarza przy kościele Wniebowzięcia Najświętszej Marii Panny. Główne wejście znajduje się w starszej, południowo-wschodniej części. W środkowej części cmentarza znajduje się zbiorowa mogiła poległych w czasie II wojny światowej. W nowej, północnej części cmentarza znajdują się kwatery dla pochówków urnowych, kolumbarium i ogród pamięci.